# Mistrovství světa v judu 1981 – muži – střední váha (-86kg)
Zápasy v judu na XI. mistrovství světa v kategorii středních vah mužů proběhly v Maastrichtu, 4. září 1981.

## Finále
| Finále               |                      |
| -------------------- | -------------------- |
| Seiki Nose           | Bernard Tchoullouyan |
| Bernard Tchoullouyan | Bernard Tchoullouyan |

## Opravy / O bronz
Do oprav se dostali judisté, kteří během turnaje prohráli svůj zápas s jedním ze dvou finalistů.
| opravy    | opravy             | opravy         | o bronz        |                |
| --------- | ------------------ | -------------- | -------------- | -------------- |
| volný los | Hong Song-čon      | Hong Song-čon  | Detlef Ultsch  | Detlef Ultsch  |
| volný los | Hong Song-čon      | Hong Song-čon  | Detlef Ultsch  | Detlef Ultsch  |
|           | Mohamed Zwag       | Hong Song-čon  | Detlef Ultsch  | Detlef Ultsch  |
|           |                    | Detlef Ultsch  | Detlef Ultsch  | Detlef Ultsch  |
|           |                    |                | Wálter Carmona | Detlef Ultsch  |
| volný los | Davit Bodaveli     | Davit Bodaveli | Davit Bodaveli | Davit Bodaveli |
| volný los | Davit Bodaveli     | Davit Bodaveli | Davit Bodaveli | Davit Bodaveli |
|           | Peter Seisenbacher | Davit Bodaveli | Davit Bodaveli | Davit Bodaveli |
|           |                    | Bert Verhoeven | Davit Bodaveli | Davit Bodaveli |
|           |                    |                | Alfonso García | Davit Bodaveli |

## Pavouk
|   | 1/64        | 1/32                  | 1/16                 | čtvrtfinále          | semifinále           | finále               |
| - | ----------- | --------------------- | -------------------- | -------------------- | -------------------- | -------------------- |
| A | Terry Watt  | János Gyáni           | János Gyáni          | János Gyáni          | Wálter Carmona       | Seiki Nose           |
| A | János Gyáni | János Gyáni           | János Gyáni          | János Gyáni          | Wálter Carmona       | Seiki Nose           |
| A | volný los   | Magnus Büchel         | János Gyáni          | János Gyáni          | Wálter Carmona       | Seiki Nose           |
| A | volný los   | Magnus Büchel         | János Gyáni          | János Gyáni          | Wálter Carmona       | Seiki Nose           |
| A | volný los   | Urs Brunner           | Krzysztof Kurczyna   | János Gyáni          | Wálter Carmona       | Seiki Nose           |
| A | volný los   | Urs Brunner           | Krzysztof Kurczyna   | János Gyáni          | Wálter Carmona       | Seiki Nose           |
| A | volný los   | Krzysztof Kurczyna    | Krzysztof Kurczyna   | János Gyáni          | Wálter Carmona       | Seiki Nose           |
| A | volný los   | Krzysztof Kurczyna    | Krzysztof Kurczyna   | János Gyáni          | Wálter Carmona       | Seiki Nose           |
| A | volný los   | Slavko Obadov         | Slavko Obadov        | Wálter Carmona       | Wálter Carmona       | Seiki Nose           |
| A | volný los   | Slavko Obadov         | Slavko Obadov        | Wálter Carmona       | Wálter Carmona       | Seiki Nose           |
| A | volný los   | Chang Shou-Chong      | Slavko Obadov        | Wálter Carmona       | Wálter Carmona       | Seiki Nose           |
| A | volný los   | Chang Shou-Chong      | Slavko Obadov        | Wálter Carmona       | Wálter Carmona       | Seiki Nose           |
| A | volný los   | Dimo Nedelčev         | Wálter Carmona       | Wálter Carmona       | Wálter Carmona       | Seiki Nose           |
| A | volný los   | Dimo Nedelčev         | Wálter Carmona       | Wálter Carmona       | Wálter Carmona       | Seiki Nose           |
| A | volný los   | Wálter Carmona        | Wálter Carmona       | Wálter Carmona       | Wálter Carmona       | Seiki Nose           |
| A | volný los   | Wálter Carmona        | Wálter Carmona       | Wálter Carmona       | Wálter Carmona       | Seiki Nose           |
| B | volný los   | Seiki Nose            | Seiki Nose           | Seiki Nose           | Seiki Nose           | Seiki Nose           |
| B | volný los   | Seiki Nose            | Seiki Nose           | Seiki Nose           | Seiki Nose           | Seiki Nose           |
| B | volný los   | Hong Song-čon         | Seiki Nose           | Seiki Nose           | Seiki Nose           | Seiki Nose           |
| B | volný los   | Hong Song-čon         | Seiki Nose           | Seiki Nose           | Seiki Nose           | Seiki Nose           |
| B | volný los   | Gary Hirose           | Mohamed Zwag         | Seiki Nose           | Seiki Nose           | Seiki Nose           |
| B | volný los   | Gary Hirose           | Mohamed Zwag         | Seiki Nose           | Seiki Nose           | Seiki Nose           |
| B | volný los   | Mohamed Zwag          | Mohamed Zwag         | Seiki Nose           | Seiki Nose           | Seiki Nose           |
| B | volný los   | Mohamed Zwag          | Mohamed Zwag         | Seiki Nose           | Seiki Nose           | Seiki Nose           |
| B | volný los   | Dambadžavyn Cend–Ajúš | Detlef Ultsch        | Detlef Ultsch        | Seiki Nose           | Seiki Nose           |
| B | volný los   | Dambadžavyn Cend–Ajúš | Detlef Ultsch        | Detlef Ultsch        | Seiki Nose           | Seiki Nose           |
| B | volný los   | Detlef Ultsch         | Detlef Ultsch        | Detlef Ultsch        | Seiki Nose           | Seiki Nose           |
| B | volný los   | Detlef Ultsch         | Detlef Ultsch        | Detlef Ultsch        | Seiki Nose           | Seiki Nose           |
| B | volný los   | Alex Tolstoy          | Mario Vecchi         | Detlef Ultsch        | Seiki Nose           | Seiki Nose           |
| B | volný los   | Alex Tolstoy          | Mario Vecchi         | Detlef Ultsch        | Seiki Nose           | Seiki Nose           |
| B | volný los   | Mario Vecchi          | Mario Vecchi         | Detlef Ultsch        | Seiki Nose           | Seiki Nose           |
| B | volný los   | Mario Vecchi          | Mario Vecchi         | Detlef Ultsch        | Seiki Nose           | Seiki Nose           |
| C | volný los   | Davit Bodaveli        | Bernard Tchoullouyan | Bernard Tchoullouyan | Bernard Tchoullouyan | Bernard Tchoullouyan |
| C | volný los   | Davit Bodaveli        | Bernard Tchoullouyan | Bernard Tchoullouyan | Bernard Tchoullouyan | Bernard Tchoullouyan |
| C | volný los   | Bernard Tchoullouyan  | Bernard Tchoullouyan | Bernard Tchoullouyan | Bernard Tchoullouyan | Bernard Tchoullouyan |
| C | volný los   | Bernard Tchoullouyan  | Bernard Tchoullouyan | Bernard Tchoullouyan | Bernard Tchoullouyan | Bernard Tchoullouyan |
| C | volný los   | Peter Seisenbacher    | Peter Seisenbacher   | Bernard Tchoullouyan | Bernard Tchoullouyan | Bernard Tchoullouyan |
| C | volný los   | Peter Seisenbacher    | Peter Seisenbacher   | Bernard Tchoullouyan | Bernard Tchoullouyan | Bernard Tchoullouyan |
| C | volný los   | Saeed Gdeesi          | Peter Seisenbacher   | Bernard Tchoullouyan | Bernard Tchoullouyan | Bernard Tchoullouyan |
| C | volný los   | Saeed Gdeesi          | Peter Seisenbacher   | Bernard Tchoullouyan | Bernard Tchoullouyan | Bernard Tchoullouyan |
| C | volný los   | Bert Verhoeven        | Bert Verhoeven       | Bert Verhoeven       | Bernard Tchoullouyan | Bernard Tchoullouyan |
| C | volný los   | Bert Verhoeven        | Bert Verhoeven       | Bert Verhoeven       | Bernard Tchoullouyan | Bernard Tchoullouyan |
| C | volný los   | Andrew Richardson     | Bert Verhoeven       | Bert Verhoeven       | Bernard Tchoullouyan | Bernard Tchoullouyan |
| C | volný los   | Andrew Richardson     | Bert Verhoeven       | Bert Verhoeven       | Bernard Tchoullouyan | Bernard Tchoullouyan |
| C | volný los   | Nabil Al-Arifi        | Isaac Azcuy          | Bert Verhoeven       | Bernard Tchoullouyan | Bernard Tchoullouyan |
| C | volný los   | Nabil Al-Arifi        | Isaac Azcuy          | Bert Verhoeven       | Bernard Tchoullouyan | Bernard Tchoullouyan |
| C | volný los   | Isaac Azcuy           | Isaac Azcuy          | Bert Verhoeven       | Bernard Tchoullouyan | Bernard Tchoullouyan |
| C | volný los   | Isaac Azcuy           | Isaac Azcuy          | Bert Verhoeven       | Bernard Tchoullouyan | Bernard Tchoullouyan |
| D | volný los   | Michel Grant          | Adalbert Missalla    | Densign White        | Alfonso García       | Bernard Tchoullouyan |
| D | volný los   | Michel Grant          | Adalbert Missalla    | Densign White        | Alfonso García       | Bernard Tchoullouyan |
| D | volný los   | Adalbert Missalla     | Adalbert Missalla    | Densign White        | Alfonso García       | Bernard Tchoullouyan |
| D | volný los   | Adalbert Missalla     | Adalbert Missalla    | Densign White        | Alfonso García       | Bernard Tchoullouyan |
| D | volný los   | Densign White         | Densign White        | Densign White        | Alfonso García       | Bernard Tchoullouyan |
| D | volný los   | Densign White         | Densign White        | Densign White        | Alfonso García       | Bernard Tchoullouyan |
| D | volný los   | Tommy Martin          | Densign White        | Densign White        | Alfonso García       | Bernard Tchoullouyan |
| D | volný los   | Tommy Martin          | Densign White        | Densign White        | Alfonso García       | Bernard Tchoullouyan |
| D | volný los   | Kostas Papakostas     | Kostas Papakostas    | Alfonso García       | Alfonso García       | Bernard Tchoullouyan |
| D | volný los   | Kostas Papakostas     | Kostas Papakostas    | Alfonso García       | Alfonso García       | Bernard Tchoullouyan |
| D | volný los   | Ankiling Diabone      | Kostas Papakostas    | Alfonso García       | Alfonso García       | Bernard Tchoullouyan |
| D | volný los   | Ankiling Diabone      | Kostas Papakostas    | Alfonso García       | Alfonso García       | Bernard Tchoullouyan |
| D | volný los   | Viðar Guðjohnsen      | Alfonso García       | Alfonso García       | Alfonso García       | Bernard Tchoullouyan |
| D | volný los   | Viðar Guðjohnsen      | Alfonso García       | Alfonso García       | Alfonso García       | Bernard Tchoullouyan |
| D | volný los   | Alfonso García        | Alfonso García       | Alfonso García       | Alfonso García       | Bernard Tchoullouyan |
| D | volný los   | Alfonso García        | Alfonso García       | Alfonso García       | Alfonso García       | Bernard Tchoullouyan |